# Gabriel Enache
Gabriel Nicolae Enache (Colibași, 18 augustus 1990) is een Roemeens voormalig voetballer die doorgaans speelde als rechtsback. Tussen 2008 en 2023 was hij actief voor Mioveni, Astra Giurgiu, Steaua Boekarest, Roebin Kazan, Partizan, Dunărea Călărași, opnieuw Astra Giurgiu, FK Qyzyl-Jar, opnieuw Steaua Boekarest, Jetisu FK en Universitatea Craiova. Enache maakte in 2014 zijn debuut in het Roemeens voetbalelftal en kwam uiteindelijk tot vijf interlandoptredens.

## Clubcarrière
Enache begon in 1997 met voetballen bij LPS Pitești. Na vijf jaar verkaste hij naar Mioveni. In 2008 werd de verdediger overgeheveld naar het eerste elftal, waarmee hij in de Liga 2 ging spelen. Na drie seizoenen promoveerde de club naar het hoogste niveau, waar Enache in tweeëndertig competitiewedstrijden in actie kwam. Na dit seizoen stapte de Roemeen over naar Astra Giurgiu. Met die club wist hij in zijn derde seizoen de Cupa României binnen te halen en aansluitend de Supercupa României.
In februari 2016 maakte de rechtsback de overstap naar Steaua Boekarest, waar hij zijn handtekening zette onder een verbintenis voor de duur van vijfenhalf jaar. In zijn eerste halve jaar bij de club won Steaua de Cupa Ligii. Na twee jaar verkaste Enache naar het Russische Roebin Kazan, waar hij tekende tot medio 2020. Enache mocht de club na een halfjaar transfervrij verlaten, waarna hij een contract voor drie seizoenen bij Partizan tekende. Partizan verhuurde hem na een halfjaar aan Dunărea Călărași.
Na deze verhuurperiode keerde Enache definitief terug bij zijn oude club Astra Giurgiu, waar hij voor twee jaar tekende. Van deze twee jaar maakte de Roemeen maar een halve vol, voor FK Qyzyl-Jar hem aantrok in februari 2020. Via Steaua Boekarest en Jetisu FK kwam hij in januari 2022 terecht bij Universitatea Craiova. Nadat zijn contract hier anderhalf jaar later was afgelopen, besloot Enache op drieëndertigjarige leeftijd een punt te zetten achter zijn actieve loopbaan.

## Clubstatistieken
| Seizoen | Club                  | Competitie     | Competitie | Competitie | Beker | Beker | Internationaal | Internationaal | Totaal | Totaal |
| Seizoen | Club                  | Competitie     | Wed.       | Dlp.       | Wed.  | Dlp.  | Wed.           | Dlp.           | Wed.   | Dlp.   |
| ------- | --------------------- | -------------- | ---------- | ---------- | ----- | ----- | -------------- | -------------- | ------ | ------ |
| 2008/09 | Mioveni               | Liga 2         | 33         | 6          | 0     | 0     | —              | —              | 33     | 6      |
| 2009/10 | Mioveni               | Liga 2         | 19         | 5          | 0     | 0     | —              | —              | 19     | 5      |
| 2010/11 | Mioveni               | Liga 2         | 18         | 1          | 0     | 0     | —              | —              | 18     | 1      |
| 2011/12 | Mioveni               | Liga 1         | 32         | 0          | 1     | 0     | —              | —              | 33     | 0      |
| 2012/13 | Astra Giurgiu         | Liga 1         | 26         | 2          | 3     | 0     | —              | —              | 29     | 2      |
| 2013/14 | Astra Giurgiu         | Liga 1         | 23         | 4          | 2     | 0     | 8              | 0              | 33     | 4      |
| 2014/15 | Astra Giurgiu         | Liga 1         | 31         | 3          | 5     | 2     | 9              | 2              | 45     | 7      |
| 2015/16 | Astra Giurgiu         | Liga 1         | 22         | 1          | 4     | 2     | 6              | 0              | 32     | 3      |
| 2015/16 | Steaua Boekarest      | Liga 1         | 11         | 1          | 5     | 1     | —              | —              | 16     | 2      |
| 2016/17 | Steaua Boekarest      | Liga 1         | 29         | 3          | 4     | 0     | 7              | 0              | 40     | 3      |
| 2017/18 | Steaua Boekarest      | Liga 1         | 15         | 0          | 0     | 0     | 8              | 0              | 23     | 0      |
| 2017/18 | Roebin Kazan          | Premjer-Liga   | 5          | 0          | 0     | 0     | —              | —              | 5      | 0      |
| 2018/19 | Partizan              | Superliga      | 8          | 2          | 0     | 0     | 7              | 0              | 15     | 2      |
| 2018/19 | → Dunărea Călărași    | Liga 1         | 12         | 0          | 0     | 0     | —              | —              | 12     | 0      |
| 2019/20 | Astra Giurgiu         | Liga 1         | 7          | 1          | 0     | 0     | —              | —              | 0      | 0      |
| 2020    | FK Qyzyl-Jar          | Premyer Lïgası | 6          | 2          | 0     | 0     | —              | —              | 6      | 2      |
| 2020/21 | Steaua Boekarest      | Liga 1         | 1          | 0          | 0     | 0     | —              | —              | 1      | 0      |
| 2021    | Jetisu FK             | Premyer Lïgası | 19         | 0          | 6     | 0     | —              | —              | 25     | 0      |
| 2022/23 | Universitatea Craiova | Liga 1         | 8          | 0          | 1     | 0     | —              | —              | 9      | 0      |
| Totaal  | Totaal                | Totaal         | 325        | 31         | 31    | 5     | 45             | 2              | 401    | 38     |

## Interlandcarrière
Enache maakte zijn debuut in het Roemeens voetbalelftal op 7 september 2014, toen door een benutte strafschop van Ciprian Marica met 0–1 gewonnen werd van Griekenland. De vleugelverdediger mocht van bondscoach Victor Pițurcă in de achtenzestigste minuut invallen voor Alexandru Maxim. De andere debutant dit duel was Andrei Prepeliță (Steaua Boekarest).
| Interlands van Gabriel Enache voor Roemenië | Interlands van Gabriel Enache voor Roemenië | Interlands van Gabriel Enache voor Roemenië | Interlands van Gabriel Enache voor Roemenië | Interlands van Gabriel Enache voor Roemenië | Interlands van Gabriel Enache voor Roemenië | Interlands van Gabriel Enache voor Roemenië |
| №                                           | Datum                                       | Wedstrijd                                   | Uitslag                                     | Competitie                                  | Goals                                       |                                             |
| Als speler bij Astra Giurgiu                | Als speler bij Astra Giurgiu                | Als speler bij Astra Giurgiu                | Als speler bij Astra Giurgiu                | Als speler bij Astra Giurgiu                | Als speler bij Astra Giurgiu                | Als speler bij Astra Giurgiu                |
| ------------------------------------------- | ------------------------------------------- | ------------------------------------------- | ------------------------------------------- | ------------------------------------------- | ------------------------------------------- | ------------------------------------------- |
| 1                                           | 7 september 2014                            | Griekenland – Roemenië                      | 0 – 1                                       | EK 2016 kwalificatie                        |                                             |                                             |
| 2                                           | 14 oktober 2014                             | Finland – Roemenië                          | 0 – 2                                       | EK 2016 kwalificatie                        |                                             |                                             |
| 3                                           | 18 november 2014                            | Roemenië – Denemarken                       | 2 – 0                                       | Vriendschappelijk                           |                                             |                                             |
| Als speler bij Steaua Boekarest             |                                             |                                             |                                             |                                             |                                             |                                             |
| 4                                           | 11 oktober 2016                             | Kazachstan – Roemenië                       | 0 – 0                                       | WK 2018 kwalificatie                        |                                             |                                             |
| 5                                           | 15 november 2016                            | Rusland – Roemenië                          | 1 – 0                                       | Vriendschappelijk                           |                                             |                                             |

## Erelijst
| Competitie         |               |               |               |               |
| Competitie         | Aantal        | Jaren         |               |               |
| Astra Giurgiu      | Astra Giurgiu | Astra Giurgiu | Astra Giurgiu | Astra Giurgiu |
| ------------------ | ------------- | ------------- | ------------- | ------------- |
| Cupa României      | 1             | 2013/14       |               |               |
| Supercupa României | 1             | 2014          |               |               |
| Steaua Boekarest   |               |               |               |               |
| Cupa Ligii         | 1             | 2015/16       |               |               |